# Le Mystère de la Section 8

Le Mystère de la Section 8 (titre original : Dark Journey) est un film d'espionnage britannique réalisé par Victor Saville, sorti en 1937.
Le film se déroule durant la Première Guerre mondiale. Le récit relate les amours tourmentées de deux agents d'espionnage travaillant chacun pour un camp ennemi : le baron Karl von Marwitz, officiellement "playboy désœuvré", et Madeleine Goddard, prétendument "directrice d'une boutique de mode".

## Synopsis
Au printemps 1918, un sous-marin allemand arrête un cargo hollandais en route pour Stockholm. Les matelots Allemands montent à bord du navire et identifient un homme comme étant un espion belge puis le font prisonnier. L'un des passagers interrogés est une séduisante propriétaire de boutique de vêtements suisse, Madeleine Goddard, qui rentre en Suède après un voyage d'affaires à Paris, où elle a acheté des robes pour sa boutique. en réalité, Madeleine est une espionne allemande qui rencontre ses contacts et leur fournit des informations sur les mouvements des troupes alliées qu'elle a obtenues à Paris. Ces informations sont habilement dissimulées dans les plus des robes qu'elle achete. Alors que le Haut-Commandement Impérial pense qu'elle est l'une de leurs meilleures espionnes, Madeleine est en fait un agent double français qui s'efforce de découvrir l'identité du nouveau chef des services secrets allemands à Stockholm.
Peu après, un vétéran de l'armée allemande, le baron Karl Von Marwitz arrive au pays et prétend avoir quitté la marine allemande en raison de blessures de guerre, mais certains de ses anciens collègues pensent qu'il est un déserteur. Un soir, Madeleine se rend dans une boîte de nuit en compagnie de son ami, l'agent des services secrets anglais Bob Carter. Elle remarque que Von Marwitz joue à un jeu de bar consistant à prédire ce que les filles diront après qu'il les aura embrassées. Après avoir découvert la supercherie, Von Marwitz est intrigué par la beauté et le calme de Madeleine. Le lendemain, il se rend dans sa boutique avec Lupita, la mondaine brésilienne qu'il a trompée la veille. Après le départ de la capricieuse Lupita, Von Marwitz commence à demander à Madeleine de sortir avec lui. Dans les jours qui suivent, elle continue de refuser ses demandes, même après qu'il lui ait proposé d'acheter tout le stock de sa boutique. Lorsqu'il abandonne finalement, elle cède et accepte.
Madeleine et Von Marwitz commencent à se fréquenter et malgré leurs différences d'âge, ils tombent profondément amoureux. Von Marwitz la demande même en mariage mais leur idylle est interrompue un soir où Anatole Bergen, le co-conspirateur allemand de Madeleine, est assassiné. Madeleine rencontre ses contacts qui l'informent que les récentes informations qu'elle a fournies se sont avérées désastreuses pour l'armée allemande. Elle reçoit l'ordre de retourner immédiatement à Paris et d'enquêter sur ses contacts français. Lorsqu'elle arrive dans la Ville Lumière, elle est accueillie par un haut fonctionnaire français qui lui remet la Médaille militaire pour les services courageux qu'elle a rendus à son pays. Malgré sa réticence à poursuivre son travail à Stockholm, elle reçoit l'ordre de rentrer.
De retour à Stockholm, Madeleine et Von Marwitz se retrouvent et elle lui révèle qu'elle sait qu'il est le chef des services secrets allemands. En réponse, il lui révèle qu'il sait qu'elle est en fait une espionne française. Bien que soulagés de pouvoir enfin se parler honnêtement, ils reconnaissent que leur rêve d'une vie commune ne pourra jamais se réaliser. Peu après, Madeleine se tourne vers son ami Bob pour se protéger, maintenant que les Allemands connaissent sa véritable identité. Pendant que Bob planifie sa fuite, Von Marwitz planifie sa capture et son emprisonnement en Allemagne. Le lendemain, Bob fait en sorte que Madeleine soit arrêtée par la police de Stockholm, ce qui fait échouer le plan de Von Marwitz de la capturer discrètement.
Après l'expulsion de Madeleine, son bateau est arrêté par un sous-marin allemand dans des eaux neutres. Von Marwitz monte à bord du navire et arrête Madeleine pour espionnage français. Alors qu'ils sont transportés à la rame du navire vers le sous-marin, un Q-ship britannique, un navire marchand lourdement armé et dissimulant des armes, s'approche pour engager le combat avec le sous-marin et coulant le navire ennemi. Madeleine est emmenée à bord du Q-ship tandis que von Marwitz est transféré sur un destroyer britannique. Ses sentiments amoureux n'ayant pas diminué, Madeleine est assurée que von Marwitz ne sera pas exécuté mais qu'il sera détenu jusqu'à la fin de la guerre. Alors que von Marwitz s'éloigne à la rame, Madeleine le salue et lui dit qu'elle l'attendra.

## Commentaire
Alors sous contrat avec Alexander Korda, le "Louis B. Mayer des îles britanniques", Vivien Leigh accède au vedettariat, en cette année 1937, en tournant coup sur coup deux films qui la feront remarquer des studios hollywoodiens: L'Invincible Armada (Fire Over England) de William K. Howard, où elle joue aux côtés de son futur mari Laurence Olivier, et Le Mystère de la Section 8, où elle occupe cette fois un rôle central. 
Elle y partage l'affiche avec le grand acteur allemand Conrad Veidt qui, fuyant l'Allemagne nazie, jouera dans un certain nombre de classiques du cinéma anglais tels que Le Voleur de Bagdad (1940) de Ludwig Berger et Michael Powell, ou L'Espion noir (The Spy in Black) également réalisé par ce dernier en 1940, juste avant une prometteuse carrière à Hollywood qu'interrompra brutalement sa mort prématurée, en 1943.

## Distribution
- Conrad Veidt: baron Karl von Marwitz
- Vivien Leigh: Madeleine Goddard
- Joan Gardner: Lupita
- Anthony Bushell: Bob Carter
- Ursula Jeans: Gertrude
- Margery Pickard: Colette
- Elliot Makeham: Anatole Bergen
- Austin Trevor: Dr. Muller
- Sam Livesey: Schaffer
- Edmund Willard: chef d'espionnage Allemand
- Charles Carson: chef du Cinquième Bureau